# Szałowicze (rejon wilejski)
Szałowicze (biał. Шылавічы, ros. Шиловичи) – agromiasteczko na Białorusi, w obwodzie mińskim, w rejonie wilejskim, w sielsowiecie Osipowicze.
Dawniej używana nazwa – Teklinopol.

## Historia
W czasach zaborów folwark w okręgu wiejskim Barańce, w gminie Wilejka, w powiecie wilejskim, w guberni wileńskiej Imperium Rosyjskiego. W 1866 roku liczyła 20 mieszkańców w 1 domu, należała do Skirmuntów.
W latach 1921–1945 folwark a następnie majątek leżał w Polsce, w województwie wileńskim, w powiecie wilejskim, w gminie Kołowicze (do 1929 gmina Wilejka).
Według Powszechnego Spisu Ludności z 1921 roku zamieszkiwało tu 5 osób, 2 były wyznania rzymskokatolickiego a 3 prawosławnego. Jednocześnie 4 mieszkańców zadeklarowało polską a 1 białoruską przynależność narodową. Był tu 1 budynek mieszkalny. W 1931 w 4 domach zamieszkiwało 38 osób.
Wierni należeli do parafii rzymskokatolickiej i prawosławnej w Wilejce. Miejscowość podlegała pod Sąd Grodzki w Wilejce i Okręgowy w Wilnie; właściwy urząd pocztowy mieścił się w Wilejce.
W wyniku napaści ZSRR na Polskę we wrześniu 1939 miejscowość znalazła się pod okupacją sowiecką. 2 listopada została włączona do Białoruskiej SRR. Od czerwca 1941 roku pod okupacją niemiecką. W 1944 miejscowość została ponownie zajęta przez wojska sowieckie i włączona do Białoruskiej SRR.
Od 1991 roku w składzie niepodległej Białorusi.